# 얄덴쥐
얄덴쥐(Desmomys yaldeni)는 쥐과에 속하는 설치류의 일종이다. 에티오피아에서만 발견된다. 자연 서식지는 산지 숲이다. 서식지 감소로 위협을 받고 있다. 일반명과 학명은 동물학자 얄덴(Derek Yalden)의 이름에서 유래했다.